# Domínio de Mito
Domínio de Mito (水 戸 藩, Mito-han) Foi um domínio do Período Edo da História do Japão. Estava localizado na Província de Hitachi na atual Ibaraki.

## História
Desde a nomeação de Tokugawa Yorifusa por seu pai, o Shogun Tokugawa Ieyasu em 1608, o ramo Mito do Clã Tokugawa governou a região até a abolição do sistema han em 1871. Durante o Período Edo, Mito foi o epicentro do nativismo, em grande parte devido à Mitogaku, uma influente escola de pensamento em favor da filosofia política japonesa Sonnō jōi. Apoiou o Dai Nihon-shi (A História do Grande Japão) estabelecendo a tradição do intelectualismo no Domínio. Os estudiosos de Mito e sua ideologia influenciaram muitos revolucionários posteriores envolvidos na Restauração Meiji.

## Período Edo
Após o estabelecimento do xogunato Tokugawa em 1603, Tokugawa Ieyasu nomeou seu décimo primeiro filho, Yorifusa, como Daimiô em 1608. Com sua nomeação, Yorifusa tornou-se fundador do Ramo Mito do clã Tokugawa. Juntamente com os ramos Kii e Owari, o ramo Mito formaram o Gosanke. 
Embora o ramo de Mito tivesse menos terra e riqueza do que qualquer um dos outros dois ramos, ele manteve uma influência considerável durante todo o período Edo. A promiscuidade do Domínio para com a Capital de fato foi um fator contribuinte para este poder, bem como o fato de que muitas pessoas não oficialmente consideravam o  Daimiô de Mito como um vice-shōgun. 
Tokugawa Mitsukuni, o terceiro filho de Yorifusa, tornou-se o segundo Daimiô de Mito em 1661. Mitsukuni estabeleceu o status de Mito como um respeitado han patrocinando o Dai Nihon-shi em 1657.  O empreendimento lançaria Mito como um centro do pensamento intelectual.

## A Escola de Mito
A Escola de Mito (Mitogaku) era uma escola influente do pensamento japonês que defendia o isolacionismo, o nativismo e a reverência ao Imperador. As origens desse movimento neoconfucionista datam da decisão de Mitsukuni estabelecer uma organização historiográfica conhecida como o Shōkōkan em 1657. Mitsukuni recrutou estudiosos do Shōkōkan para estudar a história e a filosofia do Japão.  Mitsukuni pediu para que estes estudiosos escrevessem o Dai Nihon-shi, a fim de compilar uma história do Japão que incidiria na linha imperial . Cada capítulo dos Anais do Dai Nihon-shi concentrou-se na vida de um imperador específico.  O projeto levou mais de duzentos e cinquenta anos para terminar e foi oficialmente publicado em 1906. 

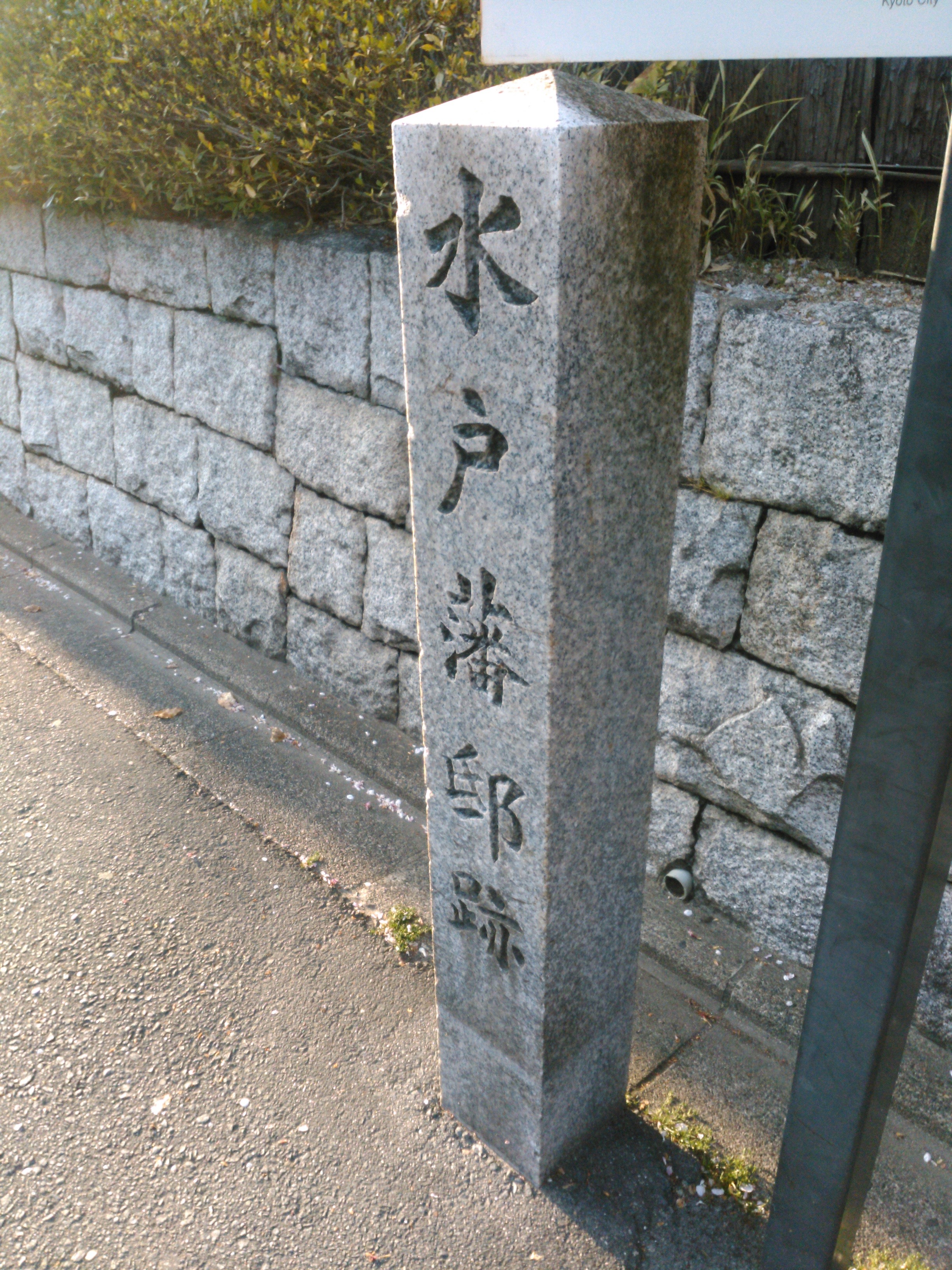
Placa indicativa da localização do Castelo de Mito

Enquanto os acadêmicos compilavam o Dai Nihon-shi, o Domínio de Mito passou por problemas agrícolas e econômicos. A partir de 1688, a ruína financeira atormentou Mito e o descontentamento cresceu no domínio. Além das questões financeiras, a fome e os desastres naturais foram ocorrências comuns. Em 1709, os camponeses insatisfeitos realizaram a maior rebelião na história do domínio.  Um número crescente de camponeses descontentes em Mito abraçou as obras dos primeiros estudiosos de Mito por sua reverência ao imperador e sua ideologia anti-estrangeira. Essas obras inspiraram ondas de nacionalismo e lealdade à família imperial durante o século XVII.
Durante esses anos desordenados, o Centro de Estudos de Mito se transformou em uma renomada escola de pensamento no Japão. Sob a liderança de Mitsukuni, o Dai Nihon-shi expandiu significativamente para setenta e três capítulos dos Anais e cento e setenta capítulos de Biografias na época de sua morte em 1700.  Em 1720, os estudiosos de Mito terminaram as seções "Anais" e "Biografias" e os ofereceram ao bakufu. Estes eventos sinalizaram o fim da antiga escola de Mito.  Nas sete décadas seguintes, o Shōkōkan fez pouco progresso com o Dai Nihon-shi sem a orientação de Mitsukuni. Em 1786, Tachihara Suiken assumiu a liderança do Shōkōkan e retomou o trabalho na compilação.  Fujita Yūkoku tornou-se o chefe do instituto depois da destituição de Tachihara, e mudou o norte das pesquisas para que tivessem mais foco na história daquele período. Durante o final do século XVIII, duas facções dentro do Shōkōkan surgiram. Fujita e os outros oponentes de Tachihara pediram a remoção da seção "Avaliações", de Asaka Tanpaku, bem como a mudança do nome de Dai Nihon-shito para Nihon ou Yamato.  A luta entre as duas facções levou à prisão domiciliar de Fujita em 1797. Em 1807, Fujita estava novamente no poder e Tachihara havia deixado o instituto. 
Com isso a linha política do Mitogaku se desenvolveu durante o século XIX, os estudiosos começaram a enfatizar o sentimento antiocidental e a importância do imperador na sociedade japonesa. Em particular, abraçaram o slogan político sonnō jōi que significa reverenciar o Imperador e expulsar os bárbaros. O erudito Aizawa Seishisai foi o primeiro defensor dessa filosofia no Japão. Em 1825, escreveu Novas Propostas, onde apresentou as suas ideias sobre a necessidade de proteger o Japão dos bárbaros ocidentais. Ele promoveu o nativismo e a oposição à política, ao comércio e aos sistemas de crença ocidentais. Era particularmente um feroz opositor ao cristianismo, que em sua opinião minava os valores japoneses.  Seishisai também defendia o apoio ao Imperador como uma medida para enfrentar a ameaça ocidental do exterior. Neste trabalho Seishisai também avançou a ideia do Kokutai (essência nacional) que combinava a moral confucionista com mitos xintoístas e outras filosofias. De acordo com Seishisai, a família imperial japonesa era descendente direta de Amaterasu, a Deusa do Sol, então o Japão é quem deveria estabelecer o padrão apropriado para outras nações imitarem. Novas Propostas serviu de inspiração para os nacionalistas japoneses ao longo do século XIX, até a Restauração Meiji de 1869. 
O Mitogaku também enfatizava outras ideias sobre o papel da moralidade no Japão Tokugawa. Fujita Yukoku, um proeminente estudioso, argumentou que a civilização japonesa terminaria como resultado de problemas internos, e não de ameaças externas. Outros escritores da falecida escola de Mito, como Fujita Toko e Seishisai, também concordaram que a falta de liderança moral enfraqueceria o Japão por dentro e exporia o país à invasão dos ocidentais. Muitos dos estudiosos de Mito se preocupavam com o colapso econômico, e Yukoku especialmente reconheceu que muitos problemas financeiros em Mito estavam presentes em todo o Japão. Baseando seu argumento no neoconfucionismo, Yukoku argumentou que o Imperador concede poder ao Shōgun para enfrentar perigos domésticos e estrangeiros. Yukoku e os outros estudiosos de Mito decidiram que o xogunato não cumpriu seu dever de preservar a defesa ou a prosperidade econômica do Japão.   Yukoku sugeriu que o bakufu deveria pressionar por reformas, e os daimiôs deveriam implementar as reformas. As ideias de Yukoku representavam desafios radicais ao sistema do bakufu porque argumentava que o bakufu não conseguira resolver questões importantes. Yukoku concluiu que o xogunato fez com que os domínios se tornassem econômica e militarmente fracos. 

## Rebelião de Mito

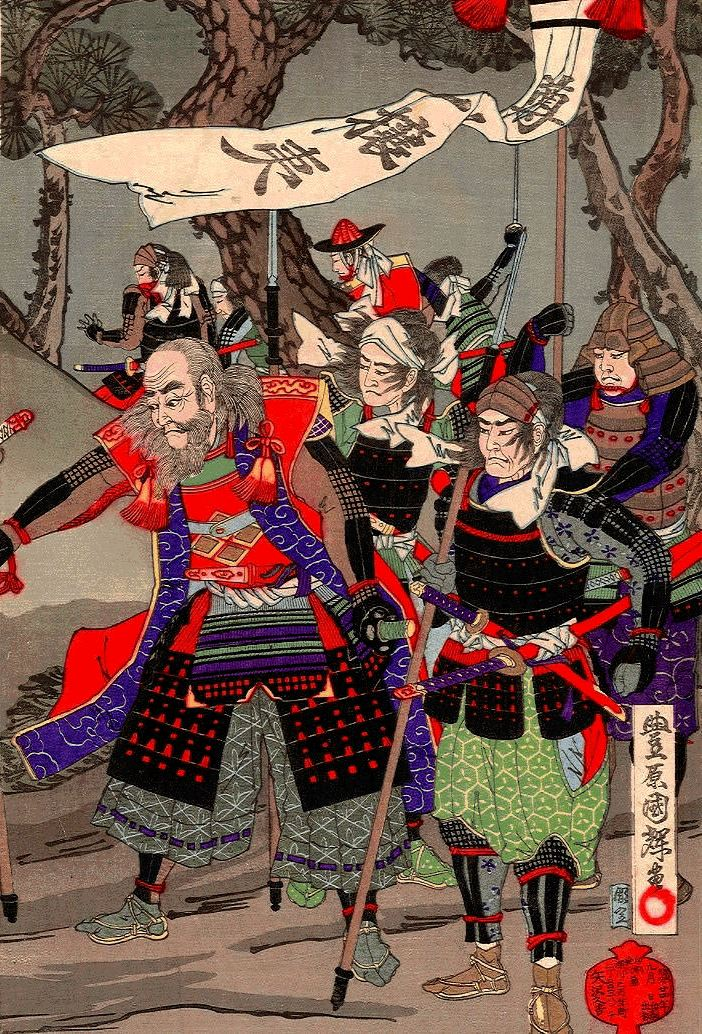
Samurais de Mito sob o estandarte do Sonno Joi

Em 1860 grupos radicais em Mito iniciaram atos violentos que repercutiram no país e acabaram levando à derrubada do Bakufu. A partir do assassinato de Ii Naosuke, no chamado Incidente Sakuradamon o terrorismo nacionalista se espalhou pelo Japão.  Em Mito, lealistas anti-estrangeiros organizaram uma rebelião, que envolveu Fujita Koshirô,o filho de Fujita Toko. As forças militares bakufu e de domínio uniram-se para esmagar a insurreição, e o movimento legalista perdeu momentum momentaneamente.
Em 1864, ocorreu a insurreição Tengu, na qual rebeldes armados enfrentaram as tropas do bakufu em batalha. O Exército Tengu, liderada por Fujita Koshirō, incluía milhares de soldados das tropas de Mito que derrotaram as tropas de vários outros domínios.  Mais tarde, uma grande batalha ocorreu onde mil dos rebeldes se renderam com a promessa de misericórdia dos conservadores. Ironicamente, a oposição foi liderada por Hitotsubashi Keiki (o futuro Shōgun Yoshinobu ).  Os conservadores, no entanto, mentiram e executaram os líderes da insurreição. A Insurreição de Tengu foi um evento importante porque representou o crescente descontentamento com o bakufu nos anos imediatamente anteriores à Restauração Meiji. As forças de Mito estiveram envolvidas em muitas das revoltas iniciais antes da restauração bem-sucedida. Enquanto Mito não teve um papel importante nos combates como Satsuma e Chōshū, a ideologia de Mito influenciou os revolucionários em Satsuma e Chōshū a lutarem pelo imperador.

## Lista dos Daimyō
- -- Clã Takeda, 1602 - 1603 (150,000 koku)

1. Nobuyoshi

- -- Ramo Kii do Clã Tokugawa, 1603-1609 (200,000 koku)

1. Yorinobu (1583–1603)

- -- Ramo Mito do Clã Tokugawa , 1609-1871 (250,000 koku) [3]

1. Yorifusa - (1609–1661)
2. Mitsukuni - (1661-1690)
3. Tsunaeda
4. Munetaka
5. Munemoto
6. Harumori
7. Harutoshi
8. Narinobu
9. Nariaki
10. Yoshiatsu
11. Akitake